# فرا بارتولوميو
فرا بارتولوميو (بالإيطالية: Fra-Bartolommeo)‏ (و. 1472 – 1517 م) هو رسام ولد في فلورنسا.
توفي في فلورنسا.

## أعمال بارزة
من أهم أعماله:
- Vision of St Bernard with Sts Benedict and John the Evangelist
- God the Father with Sts Catherine of Siena and Mary Magdalen
- Lamentation
- The Holy Family with the Infant John the Baptist.

## معرض صور

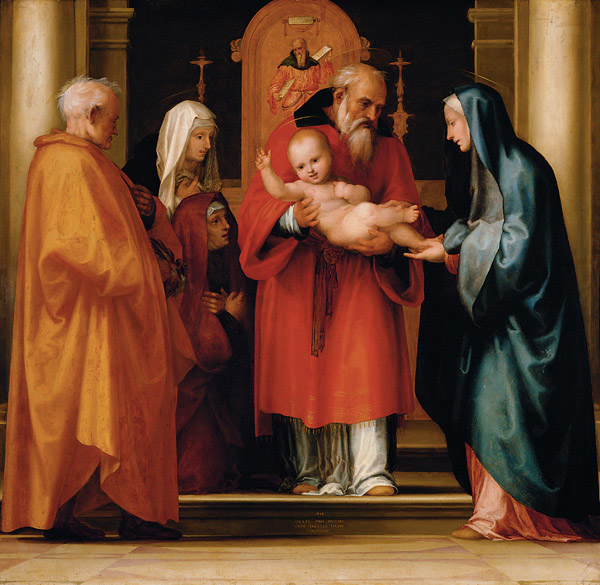
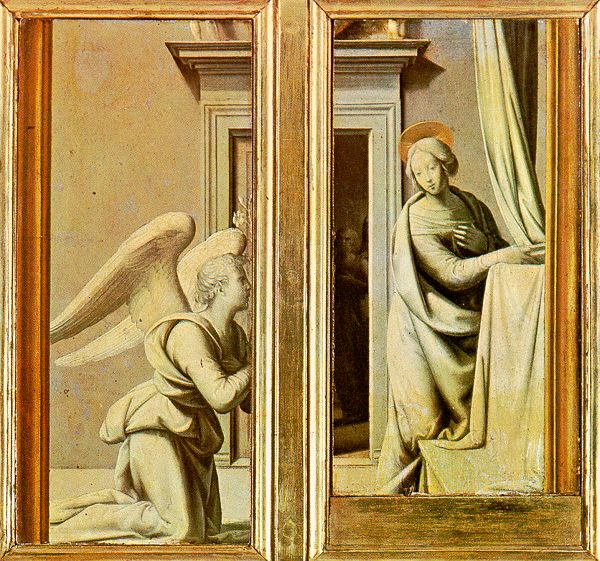
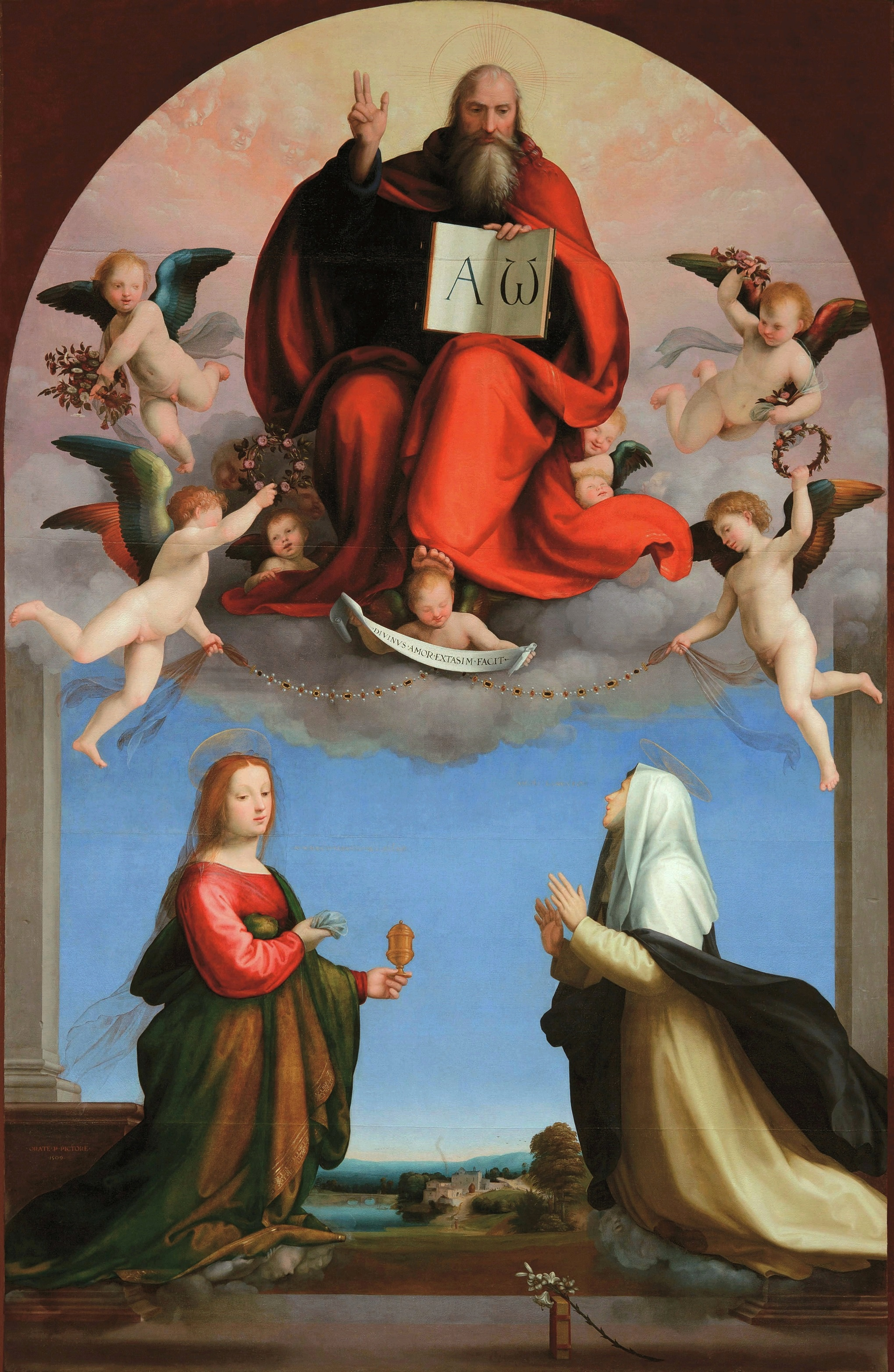
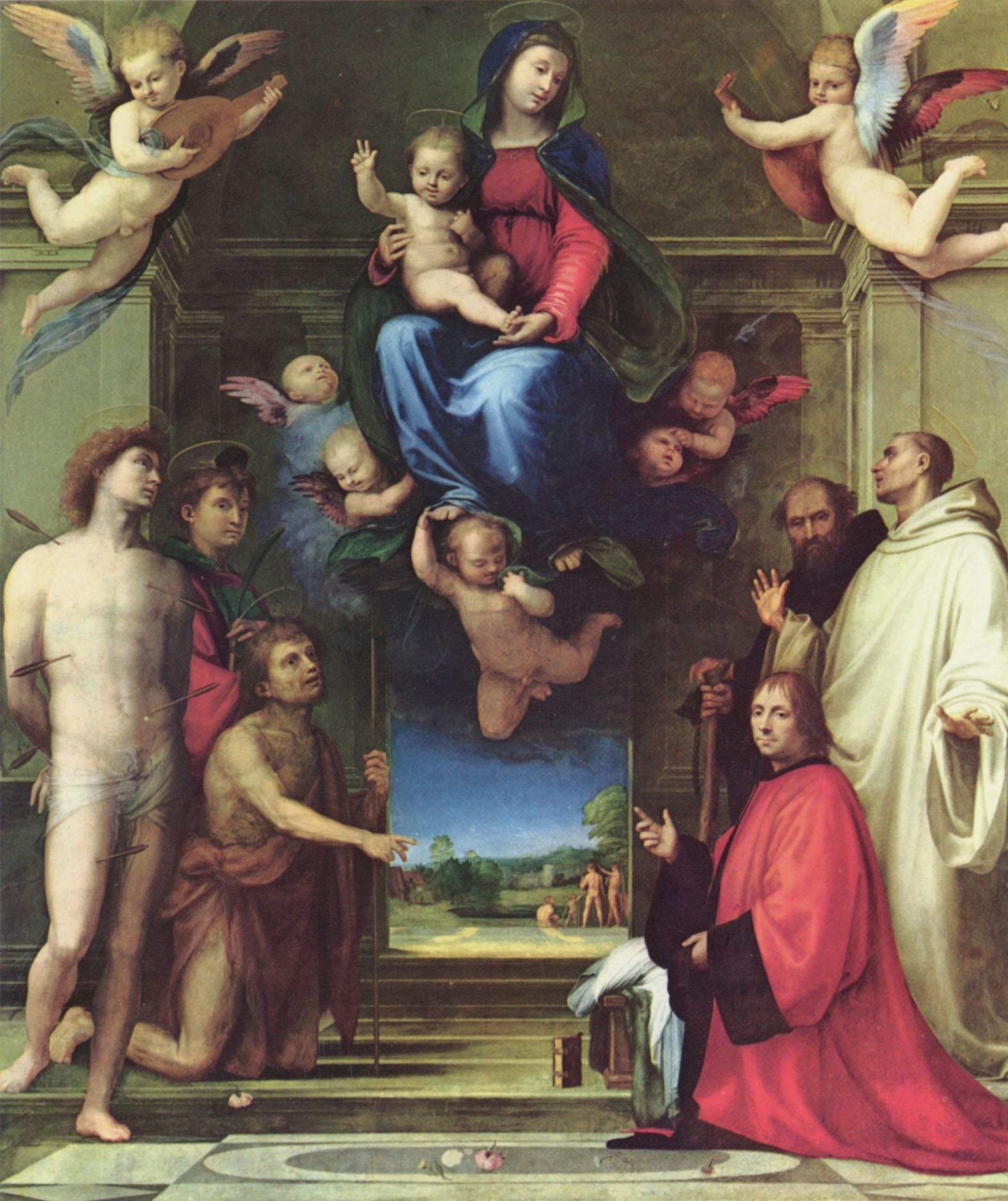

## روابط خارجية
- فرا بارتولوميو على موقع الموسوعة البريطانية (الإنجليزية)